# 시사야
김성완의 시사夜는 KBS 1라디오(전국, 수도권 기준 FM 97.3MHz, AM 711kHz)에서 2018년 12월 3일부터 2023년 12월 29일까지 5년간 방송중인 시사 프로그램이다.
진행자는 시사평론가 김성완이며, 방송시간은 평일 밤 10시 5분부터 밤 11시 52분까지이다.

## 코너

### 매일 코너
- 뉴스夜
- 人더뷰
- 오늘의 발견
- 밤참 뉴스

### 요일 코너
- 월요일 : 주경야독, 세계의 이면
- 화요일 : 이슈잇수다, 흔적의 역사
- 수요일 : 지구생활백서, 미'술'랭 가이드
- 목요일 : 박병률의 경제읽기, 무엇이든 보러가세요
- 금요일 : 뉴스夜 외전, 심야음악다방

## 참고 사항
- 클로징, 시보음 없이 매년 12월 31일에 TV로 수중계를 통해 보신각 제야의 종 타종 실황 중계되었다.[1]